# Elektryczne Koleje Dojazdowe

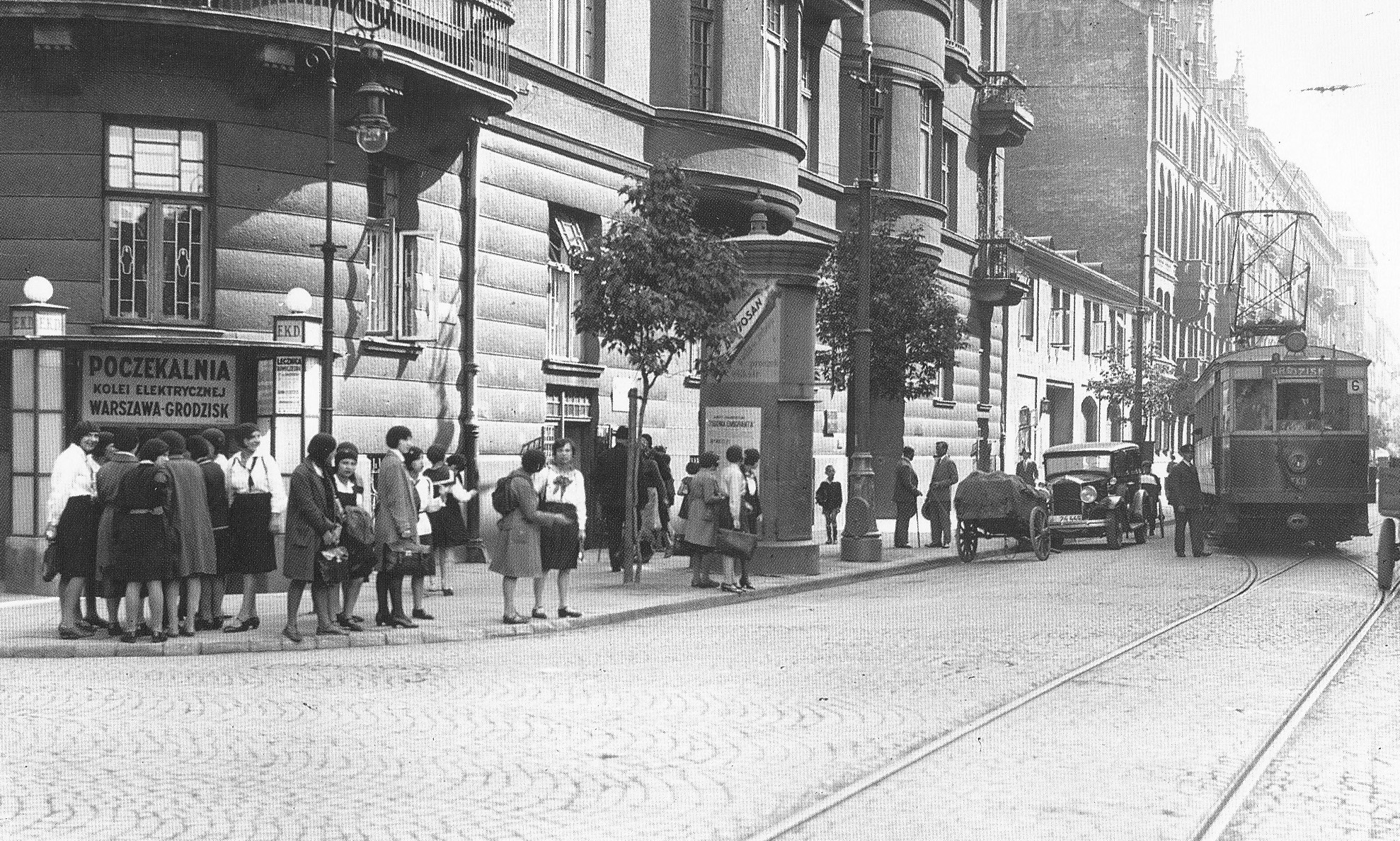
Stacja początkowa EKD przy ul. Nowogrodzkiej w Warszawie

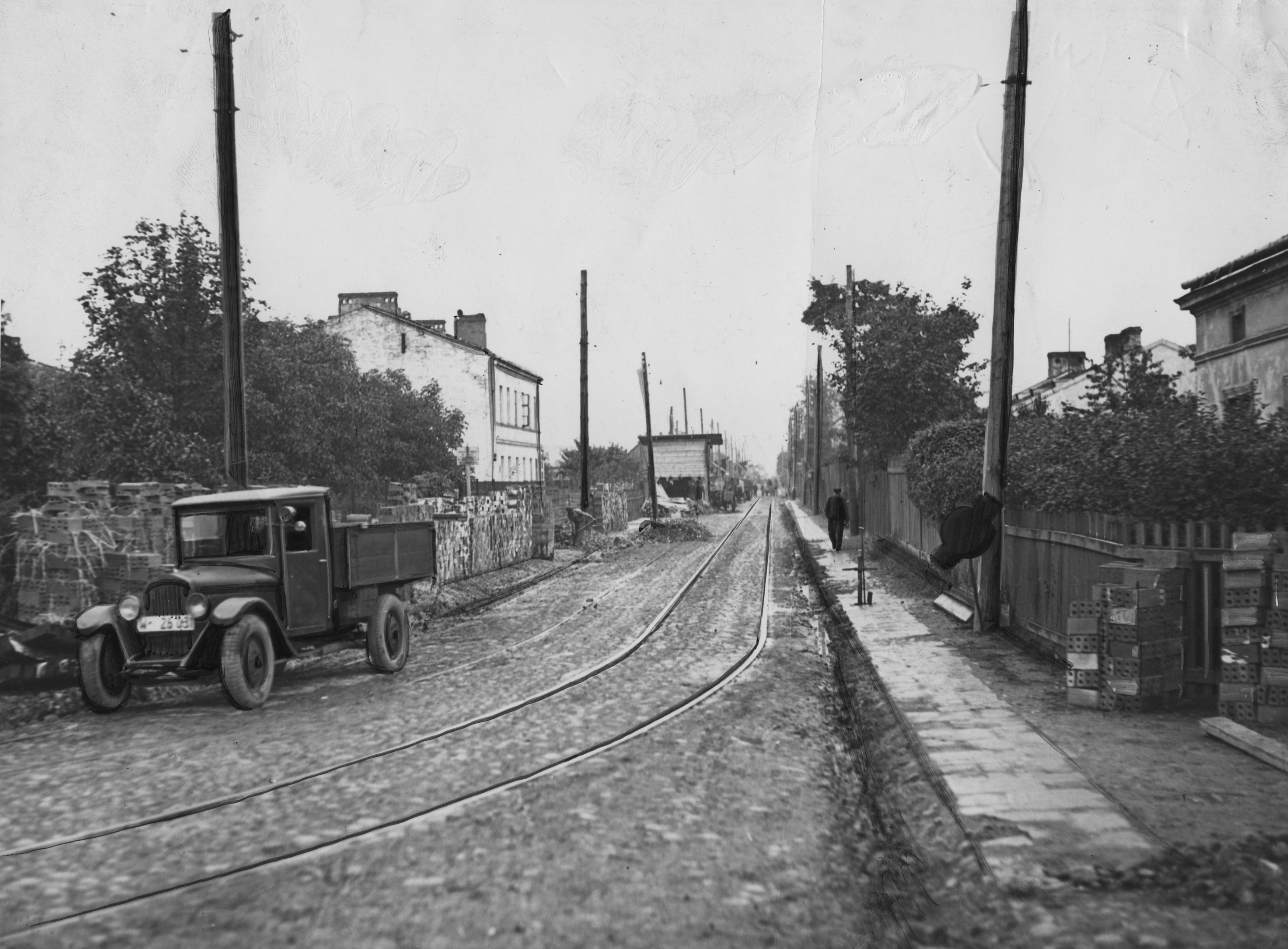
Tory EKD na ul. Szczęśliwickiej w Warszawie, 1935

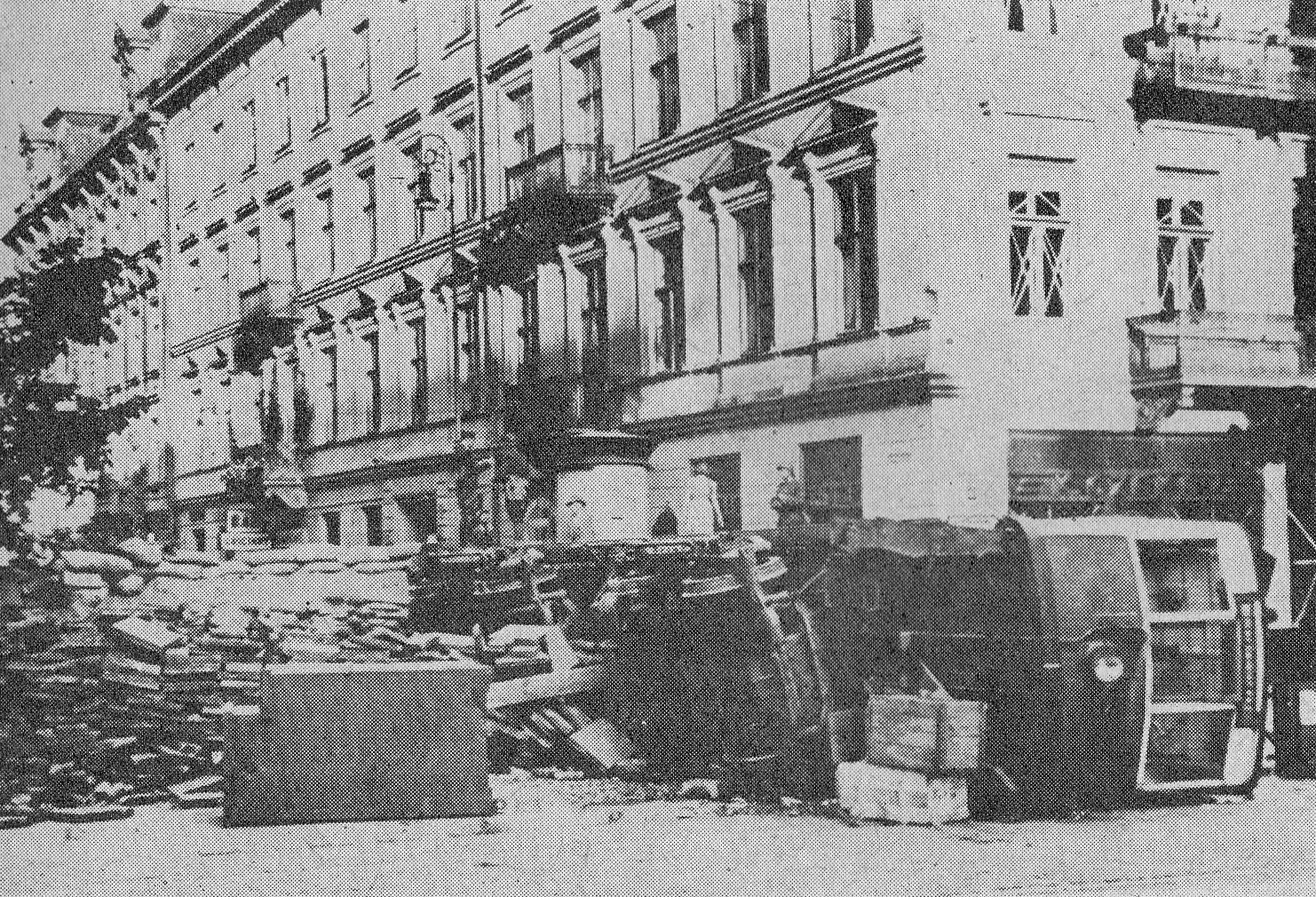
Wagon EKD wykorzystany do budowy barykady na ul. Nowogrodzkiej róg ul. Marszałkowskiej podczas obrony Warszawy we wrześniu 1939

Elektryczne Koleje Dojazdowe S.A. (skrót EKD) – spółka akcyjna z siedzibą w Warszawie działająca w latach 1922–1947.

## Opis
Kapitał zakładowy spółki wyniósł 500 000 zł, z czego 40% udziałów miała spółka „Siła i Światło”, 25% Bank Związku Spółek Zarobkowych, a pozostała część akcji należała do drobnych akcjonariuszy.
12 listopada 1924 roku spółka otrzymała koncesję na budowę i eksploatację kolei elektrycznej użytku publicznego z Warszawy przez Grodzisk Mazowiecki do Żyrardowa.
Budowę rozpoczęto w 1925 roku, a w 1927 roku otwarto linię łączącą centrum Warszawy z Grodziskiem Mazowieckim, nazywaną zwyczajowo koleją EKD. Pierwsza stacja początkowa w Warszawie zlokalizowana była na ul. Nowogrodzkiej, między ulicami Poznańską i Marszałkowską.
Na terenie Warszawy trasę linii EKD prowadzono systemem tramwajowym. EKD jeździły na terenie Warszawy jak tramwaj; również przepisy ruchu, utrzymania taboru i linii oraz schemat organizacyjny przedsiębiorstwa zapożyczono z warszawskich tramwajów. Linia była zelektryfikowana napięciem stałym 600 V. Do obsługi trasy zakupiono w Wielkiej Brytanii 20 wagonów silnikowych i 20 doczepnych (EN80), które osiągały prędkość ponad 70 km/h. W systemie sygnalizacji zabezpieczenia ruchu pociągów zastosowano semafory świetlne oraz SBL.
W 1932 roku koncesja spółki została zmieniona w celu umożliwienia rozbudowy sieci. W tym samym roku wybudowano odgałęzienie do Włoch, a w 1936 roku z Podkowy Leśnej do Milanówka. Plany dalszej rozbudowy sieci EKD z Grodziska Mazowieckiego w kierunku Żyrardowa i Błonia zniweczyła elektryfikacja istniejących linii PKP do tych miejscowości (1936), a z Grodziska do Mszczonowa wybuch II wojny światowej.
EKD wpłynęła na ożywienie terenów leżących wzdłuż jej linii. Wzdłuż linii zaczęły powstawać osiedla – miasta ogrody od Włoch do Podkowy Leśnej, a także następowała zintensyfikowana parcelacja gruntów rolnych okolicznych folwarków.
W 1939 roku kolej przewoziła ok. 4 tys. pasażerów dziennie, kursując w godzinach szczytu nawet co 10 minut.
Po zakończeniu działań wojennych przedsiębiorstwo wznowiło działalność 2 października na odcinku Pruszków-Grodzisk, 8 października pociągi dojeżdżały do Szczęśliwic, w połowie października do granicy miasta, 11 listopada do ul. Niemcewicza, a 14 grudnia 1939 do przystanku końcowego przy ul. Nowogrodzkiej. Z EKD chętnie korzystali szmuglerzy przewożący żywność do miasta.
W styczniu 1940 roku niemieckie władze okupacyjne zarządziły przeznaczenie przedniego pomostu pierwszego przyczepnego wagonu EKD tylko dla Niemców. Tabor stanowiło 40 wagonów (przed wojną 76 wagonów). Z powodu zniszczenia we wrześniu 1939 podczas obrony Warszawy warsztatów na stacji Warszawa Zachodnia, napraw taboru dokonywano w Pruszkowie.
W maju 1945 roku pociągi EKD zaczęły dojeżdżać do stacji początkowej przy ul. Nowogrodzkiej (wcześniej dojeżdżały do ul. Szczęśliwickiej).
Po wojnie EKD znalazła się pod Tymczasowym Zarządem Państwowym Ministerstwa Komunikacji, a w 1947 roku kolej została upaństwowiona i przekazana pod zarząd PKP. W 1951 roku zrezygnowano ze stosowania dotychczasowej nazwy zmieniając ją na Warszawska Kolej Dojazdowa.
W pierwszych latach po zakończeniu działań wojennych przewozy pasażerskie na EKD szybko wzrosły: w 1945 roku przewieziono 4,5 mln pasażerów, a w 1946 roku – 8,9 mln, w 1947 roku – 12 mln i w 1948 roku – 13 mln pasażerów (łącznie z przewozem pasażerów autobusami EKD).
Dyrektorem naczelnym spółki był Tadeusz Baniewicz, który kierował przedsiębiorstwem od okresu budowy do przejęcia linii EKD przez PKP.